# Ithomia aquinia
Ithomia aquinia är en fjärilsart som beskrevs av Carl Heinrich Hopffer 1874. Ithomia aquinia ingår i släktet Ithomia och familjen praktfjärilar. Inga underarter finns listade i Catalogue of Life.